# Tepeyanco (kommun)
Tepeyanco är en kommun i Mexiko.   Den ligger i delstaten Tlaxcala, i den sydöstra delen av landet, 100 km öster om huvudstaden Mexico City.
Följande samhällen finns i Tepeyanco:
- Tepeyanco
- San Cosme Atlamaxac
- San Pedro Xalcaltzinco
- Santiago Tlacochcalco
- Las Águilas Colonia
- Antorcha Campesina